# Вишње на Хрону
Вишње на Хрону (слч. Vyšné nad Hronom) насељено је мјесто са административним статусом сеоске општине (слч. obec) у округу Љевице, у Њитранском крају, Словачка Република.

## Становништво
| Година:    | 1994. | 2004.   | 2014.   | 2024.   |
| ---------- | ----- | ------- | ------- | ------- |
| Број људи: | 195   | 192     | 183     | 176     |
| Разлика:   |       | -1,53 % | -4,68 % | -3,82 % |

| Година:    | 2023. | 2024.   |
| ---------- | ----- | ------- |
| Број људи: | 173   | 176     |
| Разлика:   |       | +1,73 % |

Према подацима о броју становника из 2011. године насеље је имало 183 становника.